# Heinkel He 343
El  Heinkel He 343  era un projecte de bombarder alemany dissenyat durant la Segona Guerra Mundial. El disseny estaria propulsat per quatre motors de reacció i estava basat en un Arado Ar 234 engrandit.

## Desenvolupament
El gener de 1944, persuadit per Heinkel, l'Oberstleutnant Knemeyer va començar a treballar en un bombarder a reacció propulsat per quatre motors Heinkel HeS 011. Es tractava d'un projecte urgent i se cercava que estigués operatiu el més ràpid possible. Tot i que Heinkel havia estat treballant en un projecte similar (P.1068) es va decidir partir d'un disseny existent (l'Arado Ar 234) i ampliar-ne les dimensions.
Es van projectar quatre versions:
- He 343A-1: bombarder
- He 343A-2: versió de reconeixement
- He 343A-3: caça pesant
- He 343B-1: caça pesant

Es van encarregar 20 aeronaus a principis de 1944, però al cap d'un any el projecte va ser cancel·lat. Hi ha rumors que un avió es va acabar però va ser destruït abans del seu primer vol de prova.

### A1
Depenent dels motors utilitzats la càrrega de bombes podia variar entre 2.000 i 3.000 kg. Dels quals 2.000 kg allotjats internament i 1.000 kg externament. Els assajos que es van realitzar amb la bomba radiocontrolada Fritz X van ser reeixits. L'armament defensiu previst era de 2 canons MG 151 de calibre 20 mm amb 200 cartutxos cadascun, fixos i disparant cap enrere, muntats a la part posterior del fuselatge.

### A2 (Reconeixement)
El 343A-2, la versió de reconeixement, seria similar a l'A-1, però en lloc d'una càrrega de bombes portaria dues càmeres Rb 75/30 anaven a la badia de bombes,. També incorporava un dipòsit amb 2.400 kg. de combustible per ampliar l'abast. Dos canons MG 151 de 20 mm amb 200 trets cadascun estaven fixos disparant cap enrere com en l'A-1, muntats en la part posterior del fuselatge per a fins de defensa.

### A3 Zerstörer
El 343A-3 va ser la primera versió  Zerstörer (Destructor) . L'armament estàndard eren 4 canons MK 103 de 30 mm amb 400 cartutxos en total. Muntats a la badia de bombes, o dos MK 103 de 30 mm amb 100 cartutxos cadascun i dos canons de 20 mm MG 151 amb 200 cartutxos cadascun. Armes amb calibre de fins a 50 mm podien utilitzar-se, tot i que totes les armes de foc disparaven cap endavant, col·locades al costat d'estribord del fuselatge sota el nas, pel fet que la roda de nas es retreia cap enrere s'allotjava a un costat. Un cop més, igual que les variants A-1 i A-2, l'armament defensiu va consistir en dos MG 151 de 20 mm fixos cap enrere amb 200 cartutxos cadascun, que van ser muntats en la part posterior del fuselatge.

### Prototips
- Heinkel He 343
  -  V1 treball número 850061  Prototip bàsic de bombarder. Disseny de documents.
  -  V2 treball número 850062  Cèl·lula bàsica dels assajos de vol i el motor. Serà reconstruït per a les proves de bombardeig en picat, després dels primers vols. Construït segons els plànols lliurats el 19 d'abril. Les catapultes es lliuraran després. Dues unitats van ser lliurades.
  -  V3 treball número 850063  Versió subministrada per les proves de les armes, de la ràdio i de navegació. Nova cabina de pilotatge amb vidre blindat.
  -  V4 treball número 850064  Versió de prova d'armes, inclosa la bomba  Fritz-X  radiocontrolada. Similar al V3 però amb un seient per a un tercer tripulant. Es van lliurar 6 unitats.
  -  V5 treball número 850065  Versió per a assajos en vol a gran altitud.
  -  V6 treball número 850066  Versió per a la substitució de materials. Subministrats per la com a versió Destructor.
  -  V7 treball número 850067  Totes les versions són similars al V3

### No pot desenvolupar
Les turbines Junkers no van ser reeixides, a més l'He 343 estava en una pugna interna amb el He 287 d'ala en fletxa negativa, també un reactor tetramotor. El programa 343 va ser parat a finals de 1944, i tots els components i plantilles o models de construcció van ser emmagatzemats o desballestats, causa de l'empitjorament de la situació de guerra, en què tota la construcció d'avions es va concentrar en els avions de combat.

### Unió Soviètica
Els soviètics van capturar com a mínim un exemplar, donant peu al desenvolupament de l'Ilyushin Il-22 (Nom codi de l'OTAN "Tipus 10").

## Especificacions (He 343A-1)
Dades de Luftwaffe Secret Projects (vol.2): Strategic Bombers 1935–1945
Característiques generals
- Tripulació: 2
- Longitud: 16,50 m
- Envergadura: 18,00 m
- Alçada: 5,35 m
- Superfície de l'ala 42,45 m²
- Pes carregat: 19.550 kg
- Motor: 4× Heinkel HeS 011 turbojet

 Rendiment 
- Velocitat màxima: 910 km/h
- Abast: 2.800 km

Armament

- Bombes: fins a 3.000 kg